# همراهان (مجموعه تلویزیونی)
همراهان یک مجموعه تلویزیونی محصول سال ۱۳۶۹ به کارگردانی جهانگیر جهانگیری و اکبر صادقی، نویسندگی  و تهیه‌کنندگی  می‌باشد که از شبکه پخش شد.

## بازیگران
- اکبر دودکار
- بهرام علیان
- جواد اسلامی
- رحمان باقریان
- رحمان مقدم
- رسول توکلی
- سیدمحمود برقعه‌ای
- شاپور بخشایی
- عباس پوزشع
- بدالرضا اکبری
- محسن کریمی
- محمد صادقی
- منوچهر حامدی
- مهرناز فاطمی
- مهری ودادیان
- نرسی گرگیا
- یدالله رضوانی